# 以普通話教授中文科
以普通話教授中文科，簡稱「普教中」，廣義上屬於中國的方言教學範籌，是香港特別行政區政府及語文教育及研究常務委員會（語常會）的推廣普通話政策，提倡以普通話取代廣東話（粵語）作為中國語文科的主要教學語言（中文科的課堂以普通話為授課語言的比例逾50%），取代以廣東話為主的母語教學。
語常會從2008年起推出《協助香港中、小學推行「以普通話教授中國語文科」計劃》，撥款資助學校推行普教中。語常會推出撥款計劃，普教中學校的數量才逐步上升。政府執意強行，花費巨額於學校撥款、評估與調查之上。
由於教學成效存疑，香港教育局網頁亦曾承認「目前仍未有確實證據，證明以普通話學習中國語文的學生的一般中文能力會有所改善。其中兩項研究發現，以普通話學習的學生的中文能力，與以廣東話學習的學生並無分別，甚或表現更差。」部分研究甚至顯示普教中學生中文能力表現較遜色。中學接受教育局資助，改以普通話教授中文科，引起「推普廢粵」爭議。

## 背景
自從1997年香港主權移交後，香港政府便以培育市民兩文三語（粵語、普通話和英語）能力作為最主要的語文教育政策，中文包括粵語和普通話都是學校課程的學習領域，而且中文課程教育改革一直成為教育局的重點。早於1999年，香港課程發展議會在《香港學校課程的整體檢視報告》提出，要「在整體的中國語文課程中加入普通話的學習元素，並以『用普通話教中文』為遠程目標。」。但在當時環境中實行普教中有困難，所以未有普及。2003年，語文教育及研究常務委員會（語常會）發表《語文教育檢討總結報告》，贊成香港課程發展議會的長遠展望，但同時強調應進一步了解學校成功轉用教學語言的所需條件，並防止造成負面後果，才就全港學校採用普通話作為中文科的教學語言制訂明確的政策和推行時間表。
香港主權移交後其中一項重要的語文教育政策改變是由以往的英語教學，轉變為母語教學，即以粵語教授中國語文科，並且仍保留100多間中學實行英語教學，稱為英文中學。不過，部分教育界人士和學者認為普通話教授中文科有優點，大多數支持「普教中」的人士均認為「普教中」一大優點是能做到言文一致，即口語是普通話，書面語是現代白話文，「普教中」能使「聽、說、讀、寫」統一起來，減少俚語入文、減少受粵語方言、詞彙和語法影響，讓學生掌握好現代漢語，使行文更流暢，提升學生書面語表達能力及普通話能力，而在現今香港學生整體語文水平每況愈下，而中港交流又日趨頻繁，與內地交往不得不說普通話，在這情況下普教中支持者認為普教中便很重要。其次，支持者認為普教中能建立國民身份認同，主張學習中國的規範語言並以之作為學習媒介語是必然是事，除加強國民身份外亦能建立國家意識。
相反，粵教中支持者則認為粵語教授古代經典和文言文會較為押韻（粵語保留中古漢語的入聲），學生容易吸收。而香港一直是以粵語作社會的主導語言，在缺乏社會實踐的情況下突然全面地推行普教中並不可行，在未有完善配套下推行計劃亦帶來隱憂和侷限，如實行普教中時是否有足夠具備普通話資格、通過語文基準試的教師，部分年長一輩、普通話能力較遜色的教師堅決反對，以及欠缺配合普教中的教師培訓課程、欠缺適當的普教中教材等等。
而且，尤其是十歲以下的學童，以日常生活學習為主，若在小學階段施行「普教中」，不懂普通話的家長會無從入手，減少家庭教育，還可能降低小孩子閱讀理解能力。香港大學中文教育研究中心總監謝錫金進一步指出，目前的香港中文教科書都以標準中文書寫，亦能以廣東話朗讀。無論是對於中學或小學學生，都沒有研究數據證明以普通話學習中文能改善寫作。如果要學生學好普通話，只要好好用課堂時間的10分鐘去讀，然後給學生光碟回家聽，那麼學生的粵語和普通話都可以很好，不必作為教學語言。因此早在2000-2002年度時，謝已對語常會表示不贊成「普教中」。
然而，儘管不少學者反對，語常會由2008年推出「普教中支援計劃」，為有意實行普教中的學校提供支援，分4期支援，共支援了160所學校，其中28所是中學。

## 推行情況
語常會分別在2008/09、2012/13及2015/16學年進行「香港中、小學推行『以普通話教授中國語文科』概況調查」，在這3個年度有開設「普教中」班的學校比率如下：
|      | 2008/09 | 2012/13 | 2015/16 |
| ---- | ------- | ------- | ------- |
| 小學 | 55.5%   | 70.4%   | 71.7%   |
| 中學 | 31.8%   | 37.0%   | 36.9%   |

調查同時揭示2015/16學年小學和中學在推行「普教中」的全面性。
|      | 全面「普教中」 | 部分「普教中／廣教中」 | 全面「廣教中」 |
| ---- | -------------- | ---------------------- | -------------- |
| 小學 | 16.4           | 55.3                   | 28.3           |
| 中學 | 2.5%           | 34.4%                  | 63.1%          |

根據港語學普教中學校資料庫（页面存档备份，存于），全港有超過71%小學設普教中班別，當中有25%的學校已全面推行普教中。中學方面，約有25%中學設普教中班別。港語學指小六級全面推行普教中者從2014/15學年的161間下跌至2016/17年的148間。身為家長的孫暐皓直指選擇普教中的小學與中學比例大幅下跌，「棄普返粵」的現象十分明顯，「普教中」在香港沒有市場。
普教中一般只於中學初中實施，高中課程因應「中學文憑試」所需而定。直至2012年後，德育及國民教育科成為爭議，此後普教中當中的國民教育成分和教學成效問題及影響才開始受到廣泛關注。

## 爭議

### 法定語言
教育局2014年1月24日在網站刊登題為《語文學習支援》文章，當中一段指：「雖然《基本法》規定中英雙語為本港法定語言，但接近97%本地人口，包括部分香港新移民都以廣東話（一種不是法定語言的中國方言）作為家居及日常交際的常用語言，而英語則多作商業用途。至於中華人民共和國的法定語言，普通話的使用日見普遍，反映內地與香港經濟及文化的緊密聯繫。」
文中指廣東話「非法定語言」，又指中國法定語言為普通話，引起很多港人不滿，關注普通話教學的組織「港語學」就此以「粵語中文」去信時任教育局局長吳克儉，指「在語言學上大家視粵語為語言，廣東話是粵語的標準語，定性為『方言』有矮化粵語之嫌」，促教育局澄清為何廣東話非法定語言。
港語學發動一人一信促教局澄清。事件經傳媒報道，教局罕有回應，承認有關「廣東話」的注釋出現「含糊不精準的地方」，對引起誤會「深表歉意」，並把涉事原文「移除」。發動一人一信要求教育局澄清廣東話法定地位的「港語學」，批評教育局未就廣東話是否法定語言作出明確回應，而關閉網頁等同「毀屍滅迹」，要求當局要作出嚴正澄清；而《兩文三語正面睇》內文僅稱事件是「注釋引起的誤會」，批評當局兒戲。

### 寫作表現
2016年1月9日，前財政司司長梁錦松出席一個教育主題講座時，表示支持逐步實施普教中，並發表一些爭議性的言論。他聲稱「學習普通話的人，會有更好的寫作表現」。但文學作家、香港浸會大學語文中心前副教授胡燕青駁斥他，指廣東話能夠幫助寫作，其學生中文文章寫得最好的都是操廣東話的學生，「廣東人寫極好的文章者，大有人在」。

### 質疑及問題
以普通話教學中文科的成效和後果遭到不少學者和學生質疑，亦有聲音反對把語言教學政治化和把原有教育矮化，現時亦有不少學校反對或不推行普教中。
鮮魚行學校退休校長稱普教中或粵教中的差別不大，但考慮香港乃粵語城市，推行普通話教學對學生日常溝通幫助不大，認為應該取消該措施。香港大學中文教育研究中心名譽總監謝錫金同樣認為香港語境以粵語為主，普教中使學生難在日常生活應用中文，亦有研究指普通話教育未見成功例子，現時研究指普教中對改善語文能力的成效不大，也無明顯優勢，在聽、說、寫方面成效更隨年級增加而遞減。另外，國際教育成績評估協會「全球學生閱讀能力進展研究」顯示，「普教中（以普通話教授中文）」學生閱讀平均分，較「廣教中」學生低。儘管如此，香港政府已投入大量的資源推動普教中計劃，並且有聲音批評港府花掉數億元、推行超過10年都未能為普教中成效得出結論。

## 外部連結
- . Oh!爸媽. 2017-10-12  [2018-06-12]. （原始内容存档于2018-06-12）.
- 港語學: 中文教學語言資料庫（页面存档备份，存于）